# Supermodel (canção)
"Supermodel" é uma canção do modelo e drag queen brasileiro Halessia. A canção foi lançada para download digital e streaming em 10 de março de 2021.

## Lançamento e promoção
A divulgação do single começou com publicações de Halessia nas redes sociais anunciando sua carreira musical e lançamento do seu primeiro single da carreira.
| “ | Sempre soube que em algum momento eu lançaria minha própria música e quando esse momento chegou tudo se desenvolveu e se encaixou super rápido! Com ajuda do produtor musical Malharo nós desenvolvemos junto a letra e a batida de supermodel, em cima de um sample antigo que eu já usava como intro do meu canal do YouTube. As pessoas sempre perguntavam qual era aquela música, então resolvi transformar aquela intro no meu primeiro single oficial! Na letra coloquei coisas que envolvem o mundo de Halessia: Moda, autoconfiança e muito close! | ” |
|   | — Halessia , via Instagram. |   |

"Supermodel" foi lançada para download digital e streaming em 10 de março de 2021.

## Videoclipe
Dirigido por Pedroso Filmes, o videoclipe foi gravado em São Paulo, trazendo uma estética fashion queen, os looks do clipe foram muito importantes para o desenvolvimento do projeto. No vídeo, Halessia mostra sua personalidade e apresenta as silhuetas que a representam. Este videoclipe foi marcado por iniciar a carreira musical de Halessia. O videoclipe teve sua estreia no mesmo dia do lançamento da canção das plataformas digitais.

## Faixas e formatos
| Download digital / streaming |              |         |  |
| N.º                          | Título       | Duração |  |
| 1.                           | "Supermodel" | 2:36    |  |

## Histórico de lançamento
| Região | Data                   | Formato(s)                 | Gravadora(s) | Ref.  |
| ------ | ---------------------- | -------------------------- | ------------ | ----- |
| Várias | 15 de setembro de 2023 | Download digital streaming |              | [ 3 ] |